# Leucaena spontanea
Leucaena spontanea là một loài thực vật có hoa trong họ Đậu. Loài này được C.E.Hughes & S.A.Harris miêu tả khoa học đầu tiên.